# Saint-Étienne-la-Thillaye
Saint-Étienne-la-Thillaye är en kommun i departementet Calvados i regionen Normandie i norra Frankrike. Kommunen ligger i kantonen Pont-l'Évêque som ligger i arrondissementet Lisieux. År 2022 hade Saint-Étienne-la-Thillaye 381 invånare.

## Befolkningsutveckling
Antalet invånare i kommunen Saint-Étienne-la-Thillaye
Referens:INSEE